# Vierer mit Steuermann
Der Vierer mit Steuermann bzw. Vierer mit Steuerfrau (Abkürzung 4+; häufig vereinfacht als Vierer-mit bezeichnet) ist eine Bootsklasse im Rudersport. In dem Mannschaftsboot sitzen vier Ruderer, die mit jeweils einem Riemen das Boot antreiben, sowie ein Steuermann. Seit der Streichung aus dem olympischen Programm nach 1992 geht die Bedeutung der Bootsklasse stark zurück.

## Beschreibung
Die Ruderer im (unbeschränkten) Vierer mit Steuermann müssen kein Gewichtslimit einhalten, der Steuermann dagegen muss ein Mindestgewicht von 55 kg (Männer) bzw. 50 kg (Frauen) vorweisen. Leichtgewichts-Varianten des Vierer mit Steuermannes waren international nie im Regattaprogramm, sie wurden aber beispielsweise bei dem Deutschen Meisterschaftsrudern für Männer zwischen 1940 und 1976 ausgetragen. Die klassische Wettkampfstrecke im Vierer mit Steuermann entspricht der olympischen Distanz von 2000 m.
Material und Konstruktion des Bootes gleichen denen typischer Rennruderboote. Das Boot ist etwa 12,5 Meter lang, etwa 45 cm an der Wasserlinie breit und wiegt mindestens 51 kg. Auf jeder Seite des Bootes sind zwei Ausleger notwendig. Der Steuermann wird aus Gründen der optimalen Gewichtsverteilung häufig liegend vor den Ruderern platziert (also ganz vorn im Boot), wobei das nicht vom Reglement vorgeschrieben wird. Hinten sitzende Steuerleute sind im Vierer-mit ebenfalls erlaubt. Die Steuerflosse ist immer nahe dem Heck angebaut.
Neben der hier beschriebenen Bootsklasse existieren zudem der Vierer ohne Steuermann und der Doppelvierer. Beim Vierer-ohne fehlt lediglich der Steuermann (das Boot hat auch keinen Steuerplatz), wodurch er etwas schneller als der Vierer-mit ist. Der Doppelvierer hingegen wird geskullt, meist ohne Steuermann gerudert, und ist ebenfalls schneller als der Vierer-mit.

## Geschichte
Im Jahre 1900 und von 1912 bis 1992 war der Vierer mit Steuermann eine olympische Bootsklasse, und von der Einführung von Frauen-Rennen bei der olympischen Ruderregatta 1976 bis 1988 war auch der Vierer mit Steuerfrau olympisch. Der Frauen-Vierer wurde 1992 einmalig durch einen Vierer ohne Steuerfrau und ab 1996 durch den Leichtgewichts-Doppelzweier der Frauen ersetzt. Der Männer-Vierer musste 1996 dem Leichtgewichts-Vierer ohne Steuermann weichen. Seit der Streichung aus dem olympischen Programm geht die Bedeutung der Bootsklasse immer mehr zurück, obwohl sie lange zu den wichtigsten im Rudersport zählte. Bei Ruder-Weltmeisterschaften wird der Vierer-mit bei Männern und Frauen auch nicht mehr ausgefahren. Seit 2003 wird er allerdings in verschiedenen Klassen des Pararuderns eingesetzt.
Ungeachtet der Streichung aus dem olympischen Programm ist der Vierer mit Steuermann heute noch eine wichtige Bootsklasse im Männerbereich der U23-Altersklasse (Senioren B) der Juniorenklassen A und B. Er wird dort weiterhin auch international ausgefahren.